# SharkWire Online

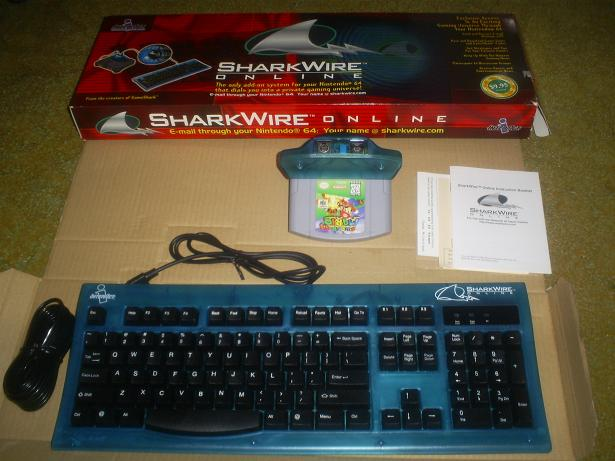
Pacote do SharkWire Online.

O SharkWire Online é um acessório que permite serviços online para o console Nintendo 64.
O serviço foi anunciado na E3 em maio de 1999 para Nintendo 64 e PlayStation, posteriormente a versão para PlayStation foi cancelada. O serviço foi produzido pela Datel, seus testes começaram em algumas cidades em 1999, sendo lançado oficialmente em janeiro de 2000 pela InterAct somente nos Estados Unidos, consistindo de um cartucho com modem dial-up, navegador Mosaic e um teclado, o serviço necessitava do Expansion Pak para navegação. Apresentava um portal centralizado, serviços de email e de downloads de códigos para GameShark, as travas de segurança de alguns cartuchos tornavam alguns jogos incompatíveis com o sistema.